# Epitaphium Cretcovii
Epitaphium Cretcovii – łacińskie epitafium Jana Kochanowskiego poświęcone zmarłemu 16 maja 1558 roku  Erazmowi Kretkowskiemu. Jest to pierwszy opublikowany tekst poetycki czarnoleskiego poety; powstał w 1558 roku, następnie został umieszczony na płycie nagrobnej Kretkowskiego w Padwie.
Około 1560 roku epitafium opublikowano drukiem w dodatku do dzieła De antiquitate urbis Patavii et claris civibus Patavinis libri tres Bernardina Scardeoniusa pt. De sepulchris insignibus exterorum Patavii iacentium w Bazylei. Nie podano wówczas nazwiska autora tekstu, podobnie bez nazwiska autora widnieje on na nagrobku w padewskiej bazylice św. Antoniego (Basilica del Santo). W późniejszych latach epitafium przedrukowano w dziele Monumentorum Italiae ... libri quatour Laurentego Schradera (Helmstadt, 1592) i N. Chytraeusa (1594). W zmienionej przez autora wersji został także włączony do zbioru Foricoenia sive Epigrammatum libellus (stanowiący większą całość z cyklem elegii Elegiarum libri IV) jako 23 utwór. Kochanowski zmienił niektóre łacińskie formy gramatyczne i kilka słów (np. zamiast noverunt – viderunt). Odkrycia autorstwa utworu (na podstawie analizy dzieła Scardeoniusa) dokonał Józef Przyborowski w 1857 roku.
Epitafium zbudowane jest z dziewięciu wersów. Sześć pierwszych stanowi charakterystykę kasztelana gnieźnieńskiego, a trzy ostatnie mówią o jego pośmiertnej podróży na Olimp. Tam, będąc w pobliżu bogów, spogląda z góry na troski i żale ludzi. Badacze dowiedli, że poeta zawarł w utworze odniesienia do Starego Testamentu (Ha 1, 10, Jer 10, 15 i 51, 18, także Koh 21, 23).